# براوناو أم إن

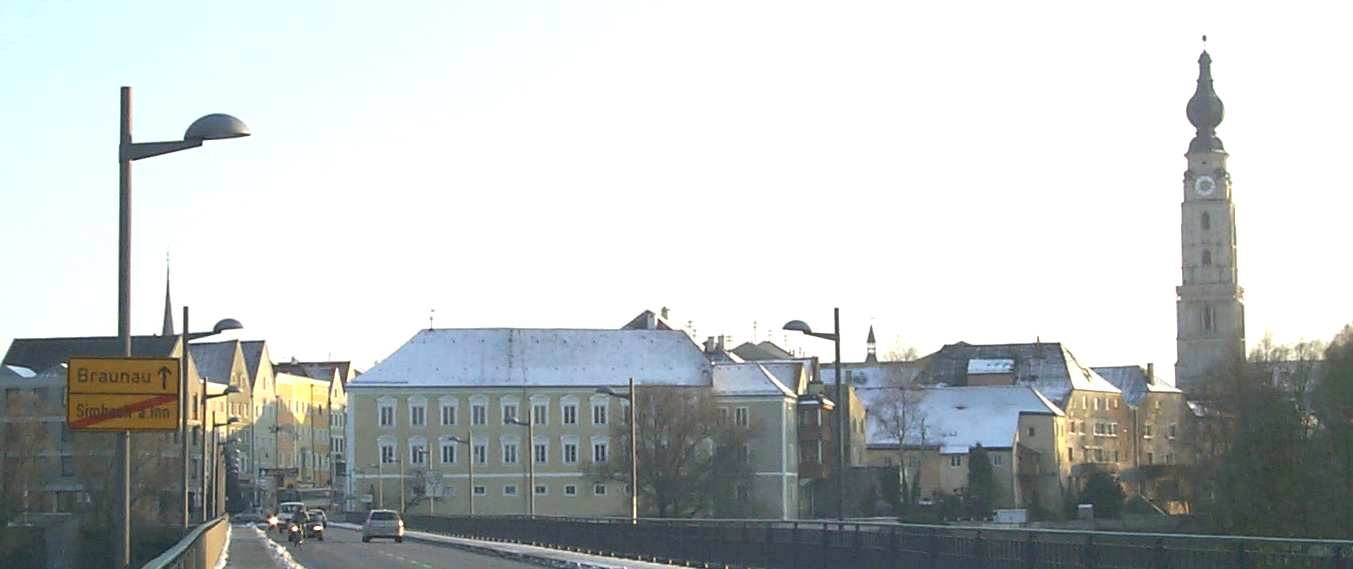
براوناو آم إن

براوناو أم إن، وتعرف اختصارا ببرونو. هي مدينة نمساوية صغيرة تقع في إقليم النمسا العليا على الحدود مع جمهورية ألمانيا الفدرالية، إذ لا يفصل بينها وبين مدينة زيمباخ أم إن الألمانية سوى نهر الإن. وقد استمدت هذه المدينة شهرتها من كونها مسقط رأس الزعيم الألماني النمساوي الأصل أدولف هتلر.

## المناخ
يظهر الجدول التالي التغييرات المناخية على مدار السنة لبراوناو آم إن:
| البيانات المناخية لـبراوناو آم إن  | البيانات المناخية لـبراوناو آم إن | البيانات المناخية لـبراوناو آم إن | البيانات المناخية لـبراوناو آم إن | البيانات المناخية لـبراوناو آم إن | البيانات المناخية لـبراوناو آم إن | البيانات المناخية لـبراوناو آم إن | البيانات المناخية لـبراوناو آم إن | البيانات المناخية لـبراوناو آم إن | البيانات المناخية لـبراوناو آم إن | البيانات المناخية لـبراوناو آم إن | البيانات المناخية لـبراوناو آم إن | البيانات المناخية لـبراوناو آم إن | البيانات المناخية لـبراوناو آم إن |
| الشهر                              | يناير                             | فبراير                            | مارس                              | أبريل                             | مايو                              | يونيو                             | يوليو                             | أغسطس                             | سبتمبر                            | أكتوبر                            | نوفمبر                            | ديسمبر                            | المعدل السنوي                     |
| ---------------------------------- | --------------------------------- | --------------------------------- | --------------------------------- | --------------------------------- | --------------------------------- | --------------------------------- | --------------------------------- | --------------------------------- | --------------------------------- | --------------------------------- | --------------------------------- | --------------------------------- | --------------------------------- |
| الدرجة القصوى °م (°ف)              | 16.2 (61.2)                       | 19.9 (67.8)                       | 23.6 (74.5)                       | 26.4 (79.5)                       | 29.7 (85.5)                       | 32.2 (90.0)                       | 35.3 (95.5)                       | 34.4 (93.9)                       | 31.4 (88.5)                       | 24.5 (76.1)                       | 21.6 (70.9)                       | 16.6 (61.9)                       | 35.3 (95.5)                       |
| متوسط درجة الحرارة الكبرى °م (°ف)  | 1.9 (35.4)                        | 3.9 (39.0)                        | 8.9 (48.0)                        | 13.0 (55.4)                       | 18.7 (65.7)                       | 21.1 (70.0)                       | 23.4 (74.1)                       | 23.0 (73.4)                       | 18.9 (66.0)                       | 13.4 (56.1)                       | 6.3 (43.3)                        | 3.3 (37.9)                        | 13.0 (55.4)                       |
| المتوسط اليومي °م (°ف)             | −1.9 (28.6)                       | −0.6 (30.9)                       | 3.7 (38.7)                        | 7.4 (45.3)                        | 12.8 (55.0)                       | 15.7 (60.3)                       | 17.7 (63.9)                       | 17.1 (62.8)                       | 12.9 (55.2)                       | 7.9 (46.2)                        | 2.6 (36.7)                        | −0.1 (31.8)                       | 7.9 (46.2)                        |
| متوسط درجة الحرارة الصغرى °م (°ف)  | −5.1 (22.8)                       | −4.0 (24.8)                       | −0.3 (31.5)                       | 2.4 (36.3)                        | 6.7 (44.1)                        | 10.1 (50.2)                       | 12.0 (53.6)                       | 11.5 (52.7)                       | 8.5 (47.3)                        | 4.0 (39.2)                        | −0.4 (31.3)                       | −3.2 (26.2)                       | 3.5 (38.3)                        |
| أدنى درجة حرارة °م (°ف)            | −33.2 (−27.8)                     | −23.1 (−9.6)                      | −22.4 (−8.3)                      | −6.9 (19.6)                       | −5.2 (22.6)                       | 1.0 (33.8)                        | 2.2 (36.0)                        | −2.1 (28.2)                       | −2.1 (28.2)                       | −7.6 (18.3)                       | −25.0 (−13.0)                     | −25.6 (−14.1)                     | −33.2 (−27.8)                     |
| معدل هطول الأمطار مم (إنش)         | 57.5 (2.26)                       | 44.9 (1.77)                       | 66.8 (2.63)                       | 71.2 (2.80)                       | 76.6 (3.02)                       | 104.9 (4.13)                      | 113.2 (4.46)                      | 91.8 (3.61)                       | 74.7 (2.94)                       | 58.9 (2.32)                       | 64.6 (2.54)                       | 68.0 (2.68)                       | 893.1 (35.16)                     |
| متوسط تساقط الثلوج سم (إنش)        | 9.8 (3.9)                         | 8.9 (3.5)                         | 5.0 (2.0)                         | 2.3 (0.9)                         | 0.0 (0.0)                         | 0.0 (0.0)                         | 0.0 (0.0)                         | 0.0 (0.0)                         | 0.0 (0.0)                         | 0.0 (0.0)                         | 4.6 (1.8)                         | 11.2 (4.4)                        | 3.5 (1.4)                         |
| متوسط أيام هطول الأمطار (≥ 1.0 mm) | 9.2                               | 8.1                               | 10.0                              | 10.2                              | 8.7                               | 11.7                              | 10.9                              | 8.8                               | 8.4                               | 7.6                               | 9.6                               | 10.6                              | 113.8                             |
| متوسط الأيام المثلجة (≥ 1.0 cm)    | 14.1                              | 9.6                               | 4.9                               | 1.7                               | 0.0                               | 0.0                               | 0.0                               | 0.0                               | 0.0                               | 0.1                               | 4.0                               | 9.6                               | 3.7                               |
| ساعات سطوع الشمس الشهرية           | 55.3                              | 86.0                              | 126.0                             | 158.3                             | 221.5                             | 204.8                             | 234.1                             | 226.9                             | 164.8                             | 119.1                             | 60.0                              | 44.9                              | 1٬701٫7                           |
| المصدر:                            |                                   |                                   |                                   |                                   |                                   |                                   |                                   |                                   |                                   |                                   |                                   |                                   |                                   |

## توأمة
لبراوناو آم إن اتفاقيات توأمة مع كل من:
- زيمباخ آم إن
- El Castillo, Nicaragua [الإنجليزية]‏

## أعلام
- أدولف هتلر
- جيرو ميسنبوك
- لودويغ كاسبر
- سوزان ريس
- أنجيلا هتلر